# Réacteur A4W

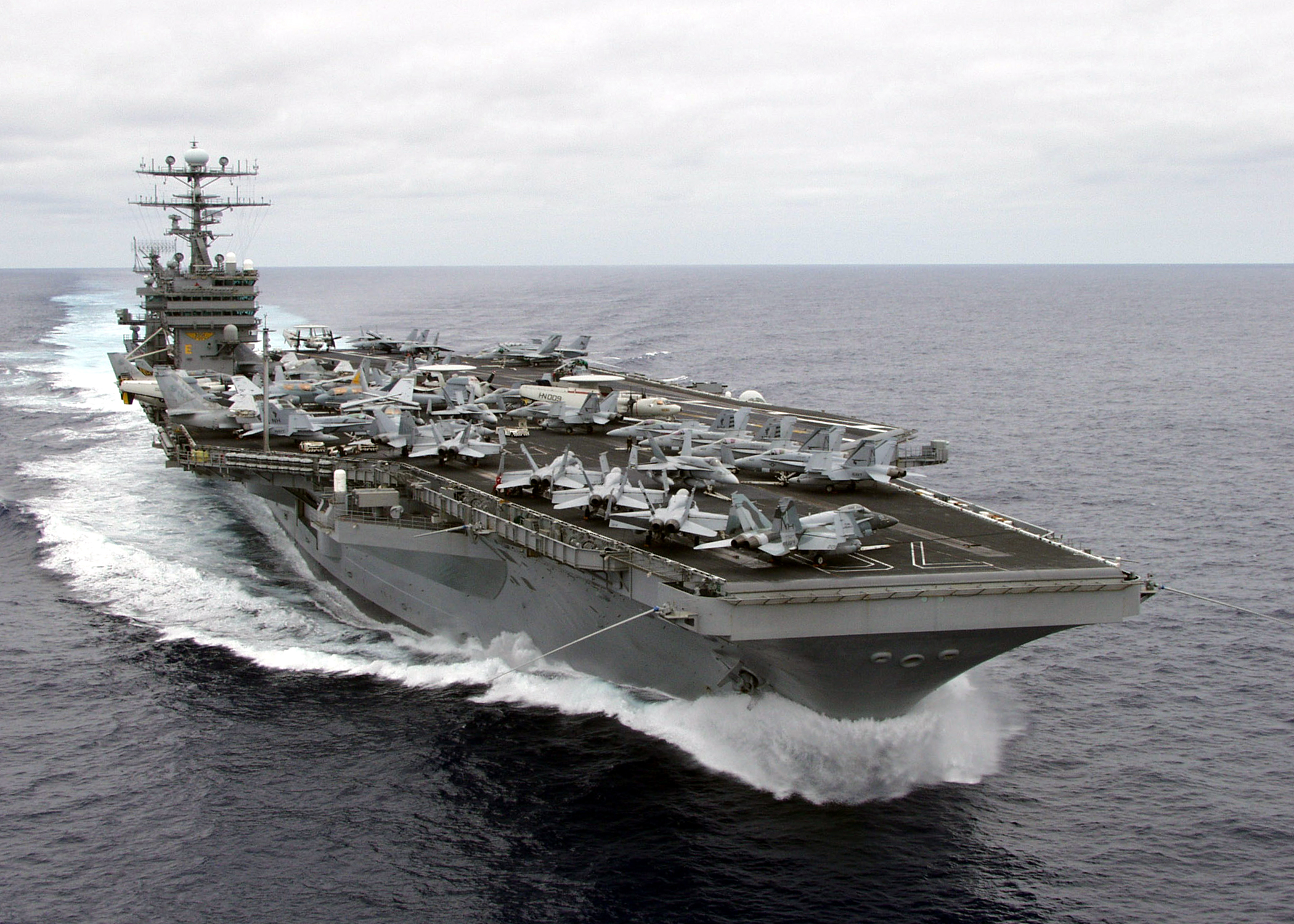
L'USS Carl Vinson (CVN-70) dans l'océan Pacifique fin juillet 2001.

Le A4W Reactor est un réacteur nucléaire conçu par Westinghouse Electric et utilisé par l’United States Navy pour fournir de l’électricité ainsi que la propulsion sur les porte-avions de la classe Nimitz. Il s’agit d’un réacteur à eau pressurisée.
L’acronyme A4W signifie :
- A = porte-avions (Aircraft Carrier)
- 4 = numéro de la génération pour le fabricant
- W = Westinghouse Electric pour le nom du fabricant

Ces réacteurs furent conjointement conçus par le laboratoire Bettis Atomic Power et le laboratoire Knolls Atomic Power puis construits par Westinghouse. Les seuls navires qui utilisent ce type de réacteurs sont les porte-avions de la classe Nimitz chacun équipé de deux réacteurs développant 275 MW thermiques par unité, produisant une puissance propulsive de 104 MW.